# كامب ديل لا إندوستريا

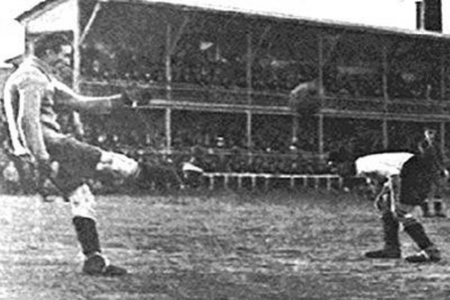
ملعب لا إندوستريا 1909- 1922

كامب ديل لا إندوستريا ملعب سابق لكرة القدم كان يتبع نادي برشلونة الإسباني تم تدشين الملعب في تاريخ 14- أذار من عام 1909  نظرا لحاجة النادي الماسة حينها لملعب مناسب خاص بالنادي تقام علية المباريات الخاصة بالنادي نظرا لأن النادي حينها كان يستعمل ساحات غير مناسبة للعب من جهة واستيعاب جماهير النادي من جهة أخرى، كان الملعب يتسع عند تدشينة ل 6000 متفرج، وقد أستمر النادي الكاتالوني في استخدام ذلك الملعب حتى عام 1922 بعد إنشاء ملعب دي ليس كورتس الذي أصبح الملعب المعتمد لنادي برشلونة في ذلك العام.